# 1140 (عدد)
 1140 هو عدد صحيح، يلي العدد 1139 ويسبق العدد 1141.

## في الرياضيات

### خصائص
- عدد طبيعي.[3]

- عدد زوجي.[4][5]
- عدد موجب،[6] السالب منه هو - 1140.[7]

## في التاريخ
- 1140 هـ هي سنة في التقويم الهجري.
- هي سنة 1140 م في التقويم الميلادي.

## وصلات خارجية
الأعداد الصاتمة، ديوان اللغة العربية.